# 범지구 위성 항법 시스템
범지구위성항법시스템(영어: satellite navigation, SATNAV, global navigation satellite system, GNSS), 간단히 위성항법시스템 또는 범지구위성위치결정시스템은 인공위성을 이용해 위치를 결정할 수 있게 하는 체계이며,수신자가 지구에서 인공위성을 통해 수신자의 위치(경도와 위도), 주변 지도 등의 정보를 전송받고 목적지로 가는 쉬운 경로 따위를 유추할 수 있도록 도와주는 체계이다. 위성에서 발신된 전파를 수신기에서 수신하여 위성으로부터의 거리를 구하여 수신기의 위치를 결정한다.

## 종류
- GPS (Global Positioning System) - 미국 국방부에서 운영하는 범지구위성항법시스템
- 갈릴레오 위치결정시스템 (Galileo positioning system) - 유럽연합을 위주로 하여 개발중인 범지구위성항법시스템
- GLONASS (GLObal NAvigation Satellite System) - 러시아에서 운영하는 범지구위성항법시스템
- 베이더우 - 중국
- IRNSS - 인도
- QZSS - 일본
- KPS - 대한민국 (개발 중)

## 같이 보기
- 스푸핑